# 白石勇樹
白石 勇樹（しらいし ゆうき、1989年7月15日 - ）は、大阪府出身のレーシングドライバー。日本初のEVスポーツカートミーカイラZZの開発ドライバー。

## 略歴
- 1989年7月15日大阪府生まれ、和歌山県橋本市育ち
- 1997年 - 7歳からモトクロスを開始
- 2004年 - モトクロスを引退
- 2008年 - 鈴鹿サーキットレーシングスクール フォーミュラ入校
- 2009年 - スーパーFJ鈴鹿シリーズ参戦（シリーズランキング2位）
- 2010年 - フォーミュラチャレンジ・ジャパン参戦
- 2011年
  - アジアン・フォーミュラ・ルノー(AFR)シリーズ＜第3戦から参戦＞（日本人初優勝、年間5勝、アジアチャンピオン）
  - GP2スペイン・ヘレス合同テスト参加
- 2012年
  - イギリス・フォーミュラ3選手権テスト参加
  - GP3ポルトガル合同テスト参加
- 2013年
  - アジアン・フォーミュラ・ルノー(AFR)シリーズ スポット参戦（優勝1回、3位2回）
  - 9月クラウドファンディングを達成させ、新たな形での資金調達に成功

一スポーツ選手が集めた国内最高額を樹立し、世界第3位を記録（2013年当時）
- - 日本初のEVスポーツカートミーカイラZZ-EV 開発ドライバー就任
- 2014年 - スーパー耐久シリーズ  ST-4クラス（開幕戦もてぎ大会 2位）
- 2015年 
  - FIA-F4選手権（最終戦欠場 シリーズランキング18位）
  - グッドウッド・フェスティバル・オブ・スピード2015にトミーカイラZZ-EVで出走
- 2016年 - スーパー耐久シリーズ ST-Xクラス（Mercedes SLS AMG GT3 第3戦 富士大会PP獲得、シリーズランキング4位）
- 2018年-  スーパー耐久シリーズ FUJI SUPER TEC 24時間レースに参戦。（ST-4クラス:HONDA CIVIC TYPE R EURO FN2）

## 人物
- 日本国内ではまだ数少ないEV（電気自動車）に関連する現役レーシングドライバー。